# Impatiens cecilii
Impatiens cecilii är en balsaminväxtart som beskrevs av Nicholas Edward Brown. Impatiens cecilii ingår i släktet balsaminer, och familjen balsaminväxter. Inga underarter finns listade i Catalogue of Life.